# Tom Anderson (Informatiker)
Thomas „Tom“ E. Anderson (* 28. August 1961 in Orlando (Florida)) ist ein US-amerikanischer Informatiker.
Anderson studierte zunächst Philosophie an der Harvard University (unter anderem bei John Rawls) mit dem Bachelor-Abschluss cum laude 1983 und Informatik an der University of Washington mit dem Master-Abschluss 1989 und der Promotion bei Edward Delano Lazowska und Henry M. Levy (Hank Levy) 1991 (Operating System Support for High Performance Multiprocessing). 1990 war er Intern am DEC Forschungszentrum. Ab 1991 Assistant Professor und ab 1996 Associate Professor an der University of California, Berkeley und ab 1997 Associate Professor und ab 2001 Professor an der University of Washington. Er ist dort Warren Francis and Wilma Kolm Bradley Professor für Informatik.
2009 war er Gastprofessor an der ETH Zürich.
Er befasst sich mit der Entwicklung verteilter Systeme wie Computer-Netzwerken (Peer-to-Peer der nächsten Generation), Betriebssystemen, Multiprozessor-Systemen und Sicherheitsfragen. Er selbst bezeichnet sich als Generalisten, der die Konstruktion robuster, sicherer und effizienter Computersysteme zum Ziel hat.
2005 erhielt er den Mark Weiser Award und im selben Jahr Fellow der Association for Computing Machinery (ACM). 2014 erhielt er den Usenix Lifetime Achievement Award und er erhielt den IEEE Koji Kobayashi Computer and Communications Award und den William R. Bennett Prize der IEEE Communications Society. 1994 war er Sloan Fellow. 2017 wurde er in die American Academy of Arts and Sciences gewählt.

## Schriften
- mit Michael Dahlin: Operating Systems: Principles and Practice, Recursive Books, 2. Auflage 2014